# Sandra Bullock
Sandra Annette Bullock (Arlington, Virginia, 26 de julio de 1964) es una actriz, directora y productora estadounidense de cine y televisión. Es conocida por su participación en películas como Speed, Miss Congeniality, The Proposal, Gravity, Ocean's 8 y The Blind Side, por la que fue galardonada con el Óscar a la mejor actriz, el Globo de Oro a la mejor actriz en drama, el Premio del Sindicato de Actores a la mejor actriz protagonista y el Premio de la Crítica Cinematográfica a la mejor actriz. También intervino en Crash, largometraje ganador del premio a mejor película en la 78.ª edición de los Premios Óscar.
Según la publicación Forbes fue la actriz mejor pagada en 2010 y 2013 con unas ganancias calculadas en 56 millones de dólares y 38 millones de Euros respectivamente. Como consecuencia del éxito de The Lost City en 2022 se convirtió en la segunda actriz tras Julia Roberts en haber protagonizado cintas que han superado los cien millones de dólares en la taquilla estadounidense durante cuatro décadas consecutivas.
En abril de 2010 se hizo oficial su divorcio del presentador Jesse G. James, tras cinco años de matrimonio, debido a las infidelidades de este. Asimismo reveló que había adoptado a un niño afrodescendiente de nombre Louis. En diciembre de 2015 anunció haber aumentado la familia al adoptar a una niña afrodescendiente de tres años llamada Laila.
Fue reconocida en los People's Choice Awards de 2013 por su labor humanitaria en Nueva Orleans tras el paso del huracán Katrina. Por otro lado, en 2018, se publicó que fue una de las principales contribuyentes a la causa Time's Up (en español: se acabó el tiempo), que tiene por objetivo mejorar la posición de las mujeres en la industria cinematográfica.

## Biografía
Nació el 26 de julio de 1964 en Arlington, Virginia, Estados Unidos, en el seno de una familia estrechamente vinculada al arte. Durante su infancia, viajó con sus padres a Europa donde vivió y fue educada, primordialmente en Núremberg (Alemania), país donde nació su madre, Helga Mathilde Meyer (1942-2000), cantante de ópera y profesora de canto. Su padre, John Wilson Bullock (1925-2018), estaba junto a ellas pues era director de ópera y entrenador vocal, además de dirigir casi siempre a su esposa en importantes escenarios europeos, principalmente en Salzburgo (Austria). A causa de su estancia en ambos países aprendió a hablar alemán con fluidez.
Así fue como entró en contacto con el ambiente artístico, sin olvidar su participación al lado de su hermana, Gesine, en los coros infantiles de los montajes en los que intervenía su madre. Después de varios años en el continente europeo, donde pasó la mayor parte de su adolescencia, la familia se trasladó a Arlington, Virginia, Estados Unidos, y se matriculó en la Universidad de Carolina del Este con el objetivo de cursar estudios de arte dramático. Luego, con intención de desarrollar una carrera como actriz, intervino en varios montajes del Off-Broadway al mismo tiempo que trabajaba como camarera en una cafetería de Nueva York.

## Carrera

### 1987-1994
Debutó en la interpretación en 1987 con el thriller Hangmen, en el que tenía un escueto papel. En 1989 participó en el telefilme Bionic Showdown: The Six Million Dollar Man and the Bionic Woman en el que unos jóvenes asistentes tratan de atrapar a un espía biónico. Durante ese año intervino en varias producciones como la serie de televisión Starting from Scratch, donde apareció en un episodio. También estuvo en la comedia Who Shot Patakango? que versa sobre los problemas raciales en una escuela secundaria durante los años cincuenta. La cuarta producción en la que trabajó fue la comedia romántica Religion, Inc, en la que interpreta a la novia de un ejecutivo publicitario que trata de lanzar al mercado una nueva religión. Su última intervención en ese año fue en la película para televisión The Preppie Murder.
En 1990 estuvo en la miniserie Lucky Chances, basada en una novela de Jackie Collins. Aún en 1990 obtuvo un personaje principal interpretando a una secretaria en la serie Working Girl, adaptación para televisión de la película de título homónimo estrenada en 1988, de la cual sólo fueron emitidos ocho episodios debido a la baja audiencia. En 1992 estelarizó con Tate Donovan la comedia romántica Love Potion Nº 9, en la que interpreta a una joven que se siente atraída por un hombre debido a la poción que este ha tomado. Sin embargo, la crítica rechazó la propuesta de forma generalizada. Su primera aparición en 1993 fue en un pequeño papel junto a Jeff Bridges y Kiefer Sutherland en el thriller The Vanishing, en el que interpreta a la víctima de un secuestro. Después intervino en la comedia When the Party's Over como Amanda, una joven treintañera que ve como su vida cambia después de la celebración de Nochevieja.
También en 1993 trabajó a las órdenes de Peter Bogdanovich en el musical The Thing Called Love, al lado de River Phoenix, interpretando a una joven aspirante a cantante. El consenso de la crítica fue que la película no tenía nada nuevo que aportar, pero se destacó la energía de la historia y las interpretaciones del reparto. Por otro lado, pese a haber sido filmado tres años antes, el drama Fire on the Amazon fue lanzado en 1993, donde da vida a una ambientalista que se ve envuelta en una trama tras el asesinato del líder del movimiento indio antideforestación. Siguiendo en ese año interpretó a una teniente de policía en la cinta de ciencia ficción Demolition Man, con Sylvester Stallone. La cinta obtuvo el beneplácito de la prensa y del público, ya que recaudó 159 millones de dólares alrededor del planeta. Por último, apareció en el drama Wrestling Ernest Hemingway, en el que interpreta a una camarera que entabla amistad con el personaje encarnado por Robert Duvall.
Aunque le fue recomendado no participar porque no era más que «una película de autobuses» su reconocimiento llegó en 1994 con la cinta de acción Speed, junto a Keanu Reeves. Encarnó a una pasajera que tiene que conducir un autobús portador de una bomba que hará explosión si este baja de 50 millas/h (80km/h). La cinta fue vitoreada por la crítica de forma universal y la actriz recibió notas positivas por su interpretación, el periodista Peter Travers argumentó que: «la inteligente y descarada Bullock es un golpe de gracia. Nos hace creer las cosas imposibles que Annie está haciendo y, mejor aún, hace que nos importe». El filme vendió entradas por valor de 350 millones de dólares en todo el mundo. Ese mismo año se estrenó directamente en el mercado doméstico la comedia Who Do I Gotta Kill?, en la que intervenía en un personaje de reparto.

### 1995-1999

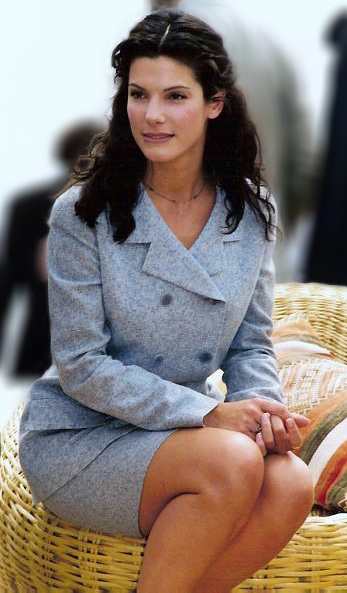
Sandra Bullock en el Festival de Cine de Cannes en 1996.

Sus primeros personajes protagonistas llegaron en 1995, inicialmente con la comedia romántica While You Were Sleeping al lado de Bill Pullman, en la que interpreta a una solitaria taquillera del metro cuyo interés romántico es el hermano de uno de los pasajeros habituales. La película fue aplaudida por la prensa, elogiando primordialmente su interpretación, por la cual recibió su primera postulación al Globo de Oro a la mejor actriz de comedia o musical. La cinta generó ingresos en taquilla por valor de 182 millones de dólares mundialmente. Después dio vida a una programadora informática que descubre una conspiración en torno a un programa de Internet en el thriller The Net, dirigido por Irwin Winkler. El periodista Owen Gleiberman indicó que: «la actriz lo da todo; corazón, alma, y también, la mente».
En 1996 protagonizó tres nuevas películas, primero se estrenó la comedia romántica Two If by Sea con Denis Leary, en la que ambos interpretan a una pareja que se dedica a robar obras de arte que posteriormente venden a un marchante sin escrúpulos. La periodista Lisa Schwarzbaum sentenció que: «Sandra Bullock no favorece ni a su carrera ni a sus admiradores con esta desalentadora producción». A continuación formó parte del elenco compuesto por Matthew McConaughey, Samuel L. Jackson y Kevin Spacey en el thriller A Time to Kill, dirigido por Joel Schumacher. Aquí da vida a una joven abogada que presta su ayuda en un polémico juicio de temática racial. Todd McCarthy, de la revista Variety, opinó que: «es una de las adaptaciones al cine de una novela de John Grisham más satisfactorias hasta la fecha». La cinta sumó 152 millones de dólares internacionalmente.
Asimismo, en 1996, recreó junto a Chris O'Donnell el romance que vivió Ernest Hemingway con Agnes von Kurowsky durante la I Guerra Mundial en  el drama biográfico In Love and War, de Richard Attenborough. Su actuación fue cuestionada, el articulista Edward Guthmann señaló que: «Bullock es un error de casting. Parece que esté sin brillo y sedada». En 1997 retomó el rol que le hizo popular en Speed 2: Cruise Control, cuya historia versa sobre un crucero que es secuestrado por un lunático de la informática, encarnado por Willem Dafoe. La cinta generó comentarios mayoritariamente negativos, reprobando los risibles diálogos y las mediocres secuencias de acción. La película es considerada una de las peores secuelas jamás realizadas, además la revista Time la incluyó como una de las mayores decepciones financieras de la historia.
Para 1998 apareció en distintos proyectos, primeramente fue lanzado el drama romántico Hope Floats, dirigido por Forest Whitaker, en el que actúa como un ama de casa cuyo marido le confiesa su infidelidad en un programa de televisión. El cronista Mick La Salle reseñó que: «la cinta es sensiblera y falsa, pero demuestra que Bullock puede actuar». Este mismo año también debutó como guionista y directora con el cortometraje Making Sandwiches, años más tarde declaró que había dirigido este proyecto para educarse a sí misma pero destacando que no tiene el talento suficiente para ser directora. Seguidamente encabezó la comedia fantástica Practical Magic junto a Nicole Kidman, en la que ambas actúan como dos brujas que tienen que hacer frente a una antigua maldición familiar. El crítico Emanuel Levy opinó que: «lo mejor del filme son las dos actrices protagonistas, que trabajan y se complementan adecuadamente». Por último, participó en la cinta animada El príncipe de Egipto otorgándole su voz al personaje de Miriam.
Para 1999 intervino en la comedia romántica Forces of Nature con Ben Affleck, en la que da vida a una excéntrica joven que viaja de Nueva York a Savannah con el propósito de ordenar su vida. El periodista Joe Leydon escribió sobre su actuación en la revista Variety indicando que: «la belleza de la interpretación completamente cautivadora de Sandra Bullock es la autoconciencia que ella aporta los disparatados excesos de su personaje». Sobre su implicación en este proyecto la actriz subrayó que: «no estaba en mis planes, leí el guion y me gustó. Pensé que sería muy estúpido por mi parte si no hubiera participado».

### 2000-2004

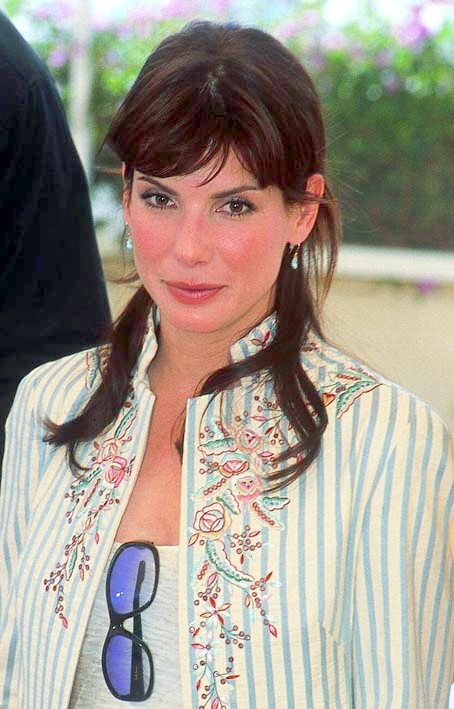
Sandra Bullock en el Festival de Cine de Cannes en 2002.

Su primera aparición en el año 2000 se produjo con la comedia Gun Shy, protagonizada por Liam Neeson, en la que además de tener un personaje de reparto interpretando a una enfermera también ejerció las tareas de productora.  En el periódico en línea Seattle Post-Intelligencer se posteó que: «esta película es un mal movimiento profesional para Sandra Bullock, que parece estar aburrida y distraída». Posteriormente representó a una escritora con problemas de alcoholismo que es internada en un centro de rehabilitación en el comedia dramática 28 Days. Su labor obtuvo algunos comentarios positivos, el periodista Owen Gleiberman consideró que: «está pletórica y viva en la pantalla de una forma en la que no estaba desde Speed». Preguntada por la dificultad del personaje, la intérprete contestó que: «nunca había trabajado tan duro, y nunca había tenido la ocasión de ser tan precisa».
La última cinta de 2000, de la que también fue productora, fue la comedia Miss Congeniality al lado de Michael Caine y Candice Bergen. En ella da vida a una agente del FBI que se ve forzada a infiltrarse en el concurso de Miss Estados Unidos para tratar de capturar a un peligroso terrorista. La columnista Louise Keller apuntó sobre su trabajo que: «está simplemente irresistible, y muestra un gran talento para la comedia. Su interpretación es excelente y energética». Gracias a esta actuación fue candidata por segunda vez a los Globos de Oro como mejor actriz de comedia o musical. El filme fue considerado un éxito sorpresa por parte de los noticieros al recaudar 212 millones de dólares alrededor del globo.
En 2002 llegaron tres nuevos trabajos, el primero de ellos fue junto a Ryan Gosling y bajo la dirección de Barbet Schroeder en el thriller Murder by Numbers. En él da vida a una agente del FBI que tiene que investigar un asesinato perpetrado por dos adolescentes. Su interpretación recibió varios elogios, Roger Ebert, del diario Chicago Sun Times, opinó que: «Bullock hace aquí un buen trabajo luchando contra su natural simpatía». Luego participó con Ellen Burstyn, Maggie Smith y Ashley Judd en la comedia Divine Secrets of the Ya-Ya Sisterhood como una destacada autora teatral que abandonó su ciudad natal para alejarse de su madre. La crítico Claudia Puig escribió en USA Today que: «es una predecible película de mujeres elevada más allá de un simple culebrón gracias a su increíble reparto».
El proyecto restante de 2002 fue la comedia romántica Two Weeks Notice, producida por ella misma, y en la que tenía como coprotagonista a Hugh Grant. En esta ocasión da vida a una abogada que trabaja como asesora legal para un caprichoso multimillonario del que acababa enamorándose. «Quería que fuera la típica comedia romántica protagonizada por esas dos personas encantadoras. Y lo fue», afirmó el crítico Roger Ebert. El rendimiento en taquilla de la película alcanzó los 199 millones de dólares tras su exhibición mundial. Durante una entrevista, la revista Cinemanía preguntó a ambos actores por su experiencia trabajando juntos, a lo que la actriz respondió: «lo realmente difícil es encontrar alguien con quien interpretes al mismo nivel y con quien haya química en pantalla. En mi opinión esta vez hemos formado un gran equipo».
Entre los años 2002 y 2004 participó como actriz invitada, siempre interpretando el mismo personaje, en tres capítulos de la serie de televisión George López, siendo asimismo productora ejecutiva de dicha teleserie emitida por el canal ABC Studios hasta 2007.

### 2005-2010

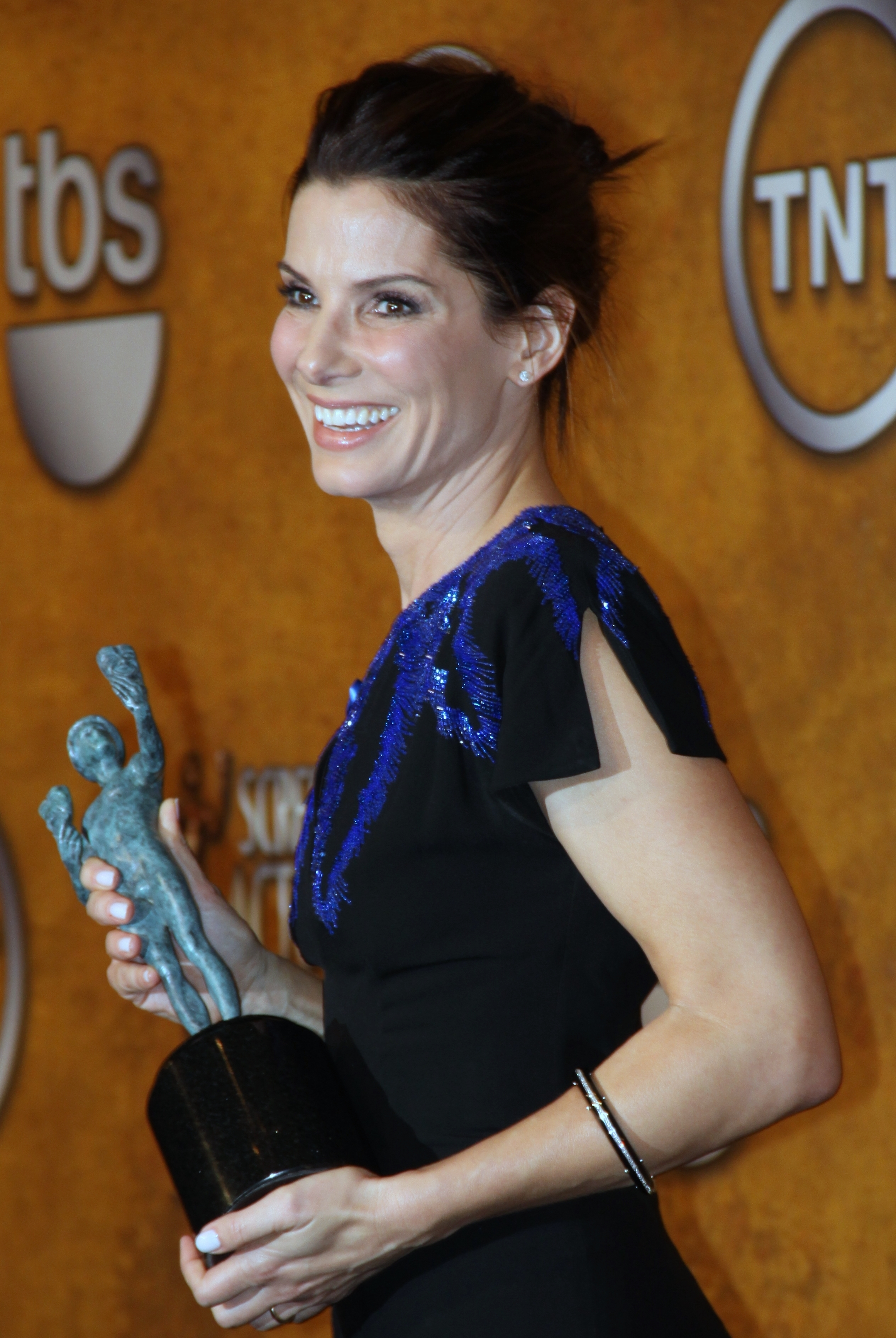
Sandra Bullock sosteniendo el Premio del Sindicato de Actores a la mejor actriz.

En 2005 formó parte del drama coral Crash, escrito y dirigido por Paul Haggis, en el que estaba tan comprometida con participar que adquirió su propio billete de avión para acudir al rodaje. Tenía un breve papel como la racista esposa del fiscal de distrito de Los Ángeles -representado por Brendan Fraser-. El columnista Stephen Hunter opinó que: «esta es una de esas raras películas americanas que van realmente sobre algo, y donde casi todas las interpretaciones son fascinantes». El filme fue galardonado con tres Premios Óscar, entre ellos mejor película, siendo considerada una de las ganadoras más polémicas en dicha categoría. El elenco fue condecorado con el Premio del Sindicato de Actores al mejor reparto.
Aún en 2005 realizó un cameo como Mrs. Harker en el drama Loverboy, dirigido por Kevin Bacon, y además produjo y protagonizó la comedia Miss Congeniality 2: Armed and Fabulous, en la que recupera el personaje de una agente del FBI que, en esta ocasión, tiene que rescatar a sus amigos tras haber sido secuestrados en Las Vegas. La prensa reaccionó de forma negativa a la secuela, el crítico Roger Ebert sentenció que: «a pesar de la presencia de Sandra Bullock, realmente no hay ninguna razón para ir a verla». Sobre su personaje la actriz dijo: «me encanta, Gracie puede hacer todas las cosas que las mujeres no podemos y que ni siquiera nos están permitidas a las comediantes. Sólo los actores pueden hacer esas cosas». Durante la promoción de este proyecto recibió su estrella en el paseo de la fama de Hollywood.
Para 2006 se involucró en dos nuevos trabajos, el primero de ellos supuso su reencuentro con Keanu Reeves en el drama romántico The Lake House, en el que ambos interpretan a los inquilinos de una misma casa pero en épocas diferentes. La cinta fue recibida de forma moderada por la crítica, afirmando que el guion es demasiado complejo. Después encarnó a la escritora Harper Lee en el drama Infamous, que narra el proceso de creación de la novela A sangre fría redactada por Truman Capote. El periodista Peter Travers señaló que: «la verdadera sorpresa del filme es el retrato bellamente matizado de Sandra Bullock». El siguiente papel fue en 2007 con el thriller Premonition, en el que da vida a un ama de casa que tiene una premonición en la que su marido fallece. La película fue condenada de forma unánime por los diarios, criticando su estructura y sus giros argumentales.
Durante 2009 encabezó tres producciones, la primera de ellas fue la comedia romántica The Proposal junto a Ryan Reynolds, donde da vida a una ejecutiva que va a ser deportada y trata de evitarlo forzando a su asistente a contraer matrimonio con ella. La periodista Manohla Dargis opinó que: «Bullock está sobresaliente a pesar de la incomodidad de su papel». Asimismo fue candidata por tercera vez a los Globos de Oro como mejor actriz de comedia o musical. La cinta funcionó en taquilla al recaudar 317 millones de dólares globalmente. Después produjo la comedia All About Steve junto a Bradley Cooper, dando vida a la excéntrica creadora de crucigramas de un periódico local. Ty Burr, del diario Boston Globe, señaló que: «es la peor película de la semana, del mes, del año y de toda su carrera». Recibió el Razzie a la peor actriz y acudió a recogerlo a la ceremonia de entrega, donde dijo: «véanla, véanla con sus propios ojos y digan si merezco este premio. Me darán la razón y el año que viene volveré a devolverlo».
Por último, en 2009, y tras declinar intervenir en varias ocasiones, aceptó protagonizar el biopic The Blind Side como Leigh Anne Tuohy, una diseñadora de interiores que adoptó al que acabaría convirtiéndose en un exitoso jugador de fútbol americano, Michael Oher. Su interpretación fue alabada por los críticos, Lisa Kennedy escribió que: «nunca sabremos porqué Leigh Anne es tan audaz, pero aquí lo importante es Bullock». Fue galardonada con el Óscar a la mejor actriz, el Globo de Oro a la mejor actriz en drama, el Premio del Sindicato de Actores a la mejor actriz protagonista y el Premio de la Crítica cinematográfica a la mejor actriz. Ulteriormente a recibir el premio de la academia declaró que: «ganar un Óscar nunca ha entrado en mis planes, no aspiraba a esto». El filme batió un récord en taquilla al ser la primera película protagonizada por una mujer en superar los doscientos millones de dólares sólo en América del Norte.
Ya en 2010, fue designada como la mujer del año por la revista People y fue nombrada por la publicación Forbes como la actriz mejor pagada con unos ingresos estimados en 56 millones de dólares.

### 2011-2015

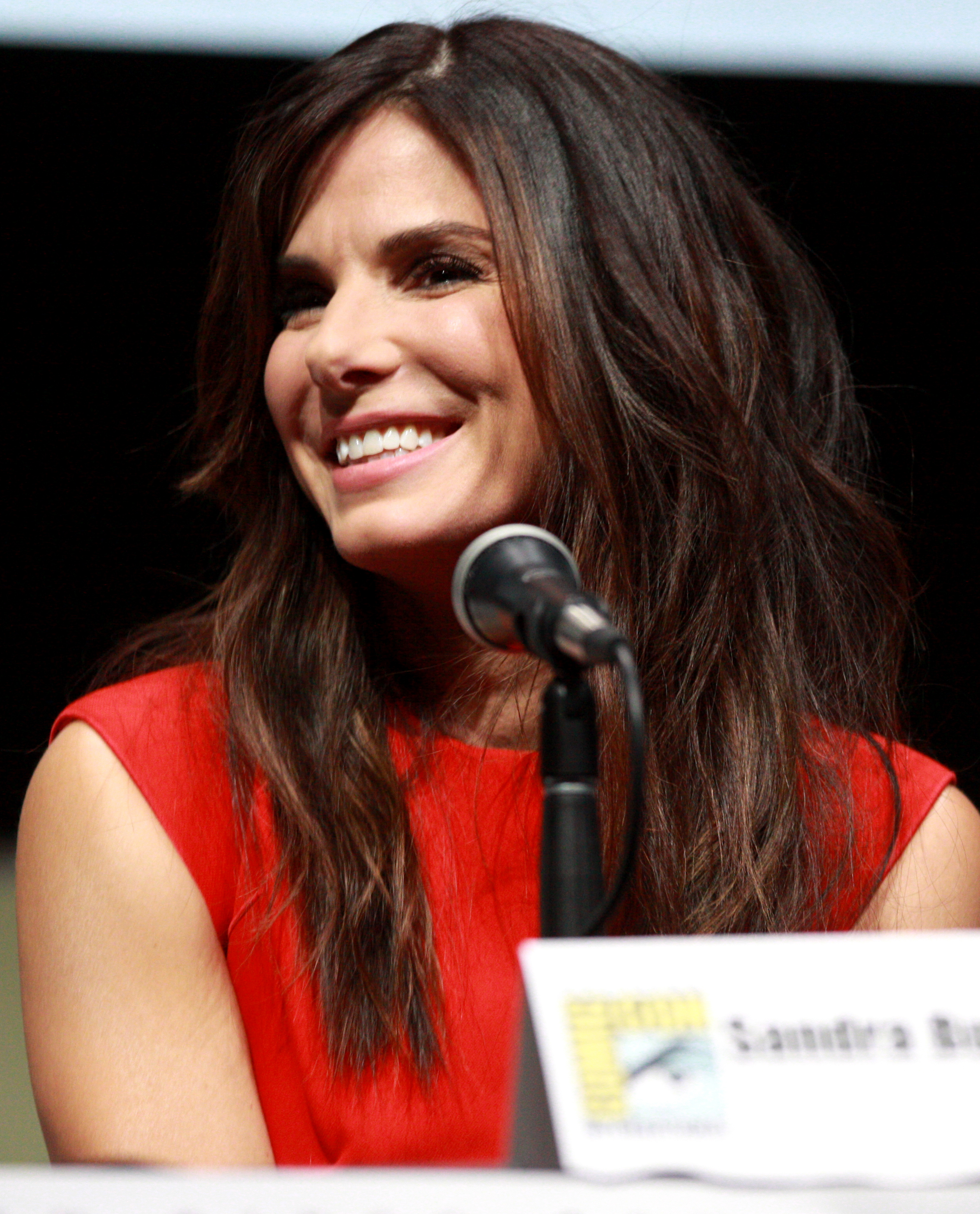
Sandra Bullock en la Comic Con de 2013.

En 2011 trabajó a las órdenes de Stephen Daldry en el drama Extremely Loud & Incredibly Close, adaptación cinematográfica de la novela de Jonathan Safran Foer de igual título, en el que da vida a la madre de un niño con síndrome de Asperger que pierde a su padre -interpretado por Tom Hanks- en los ataques terroristas del 11 de septiembre de 2001. La película fue recibida de forma mesurada por la crítica, aunque finalmente acabó obteniendo una controvertida candidatura al Óscar a la mejor película. En verano de 2013 se estrenó la comedia The Heat junto a Melissa McCarthy, en la que ambas interpretan a dos agentes del FBI que tienen que unir sus fuerzas para capturar a un peligroso narcotraficante. La emisora de radio NPR opinó que: «el filme llega, te conquista, y ellas te dejan riendo». La recaudación de la cinta alcanzó los 230 millones de dólares en todo el mundo.
También en 2013 estuvo al lado de George Clooney en el thriller Gravity, dirigido por Alfonso Cuarón, en el que interpretan a dos astronautas que se quedan atrapados en el espacio después de que la nave espacial en la que viajaban fuera destruida. La cinta recibió el aplauso unánime de la crítica, el periodista Peter Travers opinó que: «es más que una película, es una especie de milagro. Bullock realiza una interpretación magistral». Fue candidata al Óscar, Globo de Oro, Premio del Sindicato de Actores y recibió su primera mención en los BAFTA. Tras conocer su segunda candidatura al Óscar declaró: «simplemente he mejorado a la hora de no escoger basura». El filme fue candidato a diez Óscar y fue recompensado con siete, incluyendo mejor director.  Por otro lado, es la película en imagen real más exitosa de su filmografía con 723 millones de dólares recaudados en total.
Conforme a la publicación Forbes fue la actriz mejor pagada de ese año con unas ganancias estimadas en 38 millones de Euros. Igualmente ese año inmortalizó sus pies y manos en el Grauman's Chinese Theatre.
En 2015 participó en dos producciones, la primera en ser estrenada fue la cinta animada Minions, en la que prestó su voz al personaje antagonista de Scarlet Overkill. La actriz declaró que había aceptado el trabajo porque «quería estar en una película que mi hijo pudiera ver». Después transformó en un personaje femenino un papel inicialmente previsto para George Clooney en la comedia dramática Our Brand Is Crisis con Billy Bob Thornton, inspirada en el documental de título homónimo sobre las estrategias estadounidenses en las elecciones presidenciales de Bolivia en 2002. El crítico Calvin Wilson redactó que: «Bullock hace que toda la película parezca mejor de lo que realmente es». Tras su estreno se convirtió en una de las cintas de menor relevancia económica en su carrera profesional en Estados Unidos.
También ese mismo año fue considerada la mujer más bella por la revista People, algo que la actriz calificó como ridículo cuando le fue comunicada la noticia.

### 2018-2022
Tras dos años sin participar en ningún proyecto, en 2018 protagonizó junto a Cate Blanchett, Anne Hathaway y Rihanna la comedia Ocean's 8, en la que interpreta a una ladrona que planea robar un valioso collar durante la celebración de la Met Gala en Nueva York. La película fue recibida de forma positiva por la prensa cinematográfica, alabando la química entre sus protagonistas. La recaudación de la cinta llegó a los 297 millones de  dólares tras su exhibición mundial. El 21 de diciembre de 2018 se estrenó el thriller Bird Box con John Malkovich y Sarah Paulson en la plataforma Netflix, en el que representa a una madre soltera que ha de huir con sus hijos y con los ojos vendados río abajo tras una invasión alienígena. El trabajo de la actriz recibió numerosos elogios, Yolanda Machado del periódico The Wrap describió la actuación como «brillante» mientras que Scott Mendelson de la revista Forbes la calificó como «estelar». La cinta batió el récord al ser la producción de Netflix con más visualizaciones durante su primera semana, siendo vista por más de cuarenta y cinco millones de cuentas.
En 2021 colaboró nuevamente con Netflix al producir y estelarizar el drama The Unforgivable, en el que interpretaba a una ex convicta que ha estado durante veinte años en prisión por un terrible crimen y trata de reinsertarse en la sociedad mientras busca a su hermana pequeña. La película fue recibida de forma tibia por la prensa cinematográfica, sin embargo la actuación de Bullock fue ampliamente valorada, el crítico Randy Myers escribió «sobre todo, 'Unforgivable' nos recuerda lo buena actriz que es Bullock». Según los datos facilitados por la plataforma fue un éxito de visualizaciones, acumulando 74.4 millones de horas durante su primera semana en streaming, además de entrar entre sus producciones originales más vistas hasta la fecha.
En 2022 produjo y protagonizó la comedia de aventuras The Lost City junto a Channing Tatum y Daniel Radcliffe, en la que daba vida a una exitosa escritora de novelas románticas que es secuestrada por un excéntrico millonario, mientras que el modelo de las portadas de sus libros se lanza en su búsqueda con la intención de rescatarla. La cinta recibió el favor de la crítica destacando la química entre Bullock y Tatum, además de acumular casi 193 millones de dólares en la taquilla mundial. Durante la promoción de este largometraje Bullock hizo pública su intención de tomarse una pausa de la interpretación durante un tiempo indefinido para poder dedicarse a ser madre, ella declaró que «volveré, pero no sé cuando, probablemente cuando mis hijos sean adolescentes».
En verano de ese mismo año apareció en un breve personaje de reparto en la cinta de acción Bullet Train, dirigida por David Leitch, en ella interpreta a la jefa de un asesino a sueldo encarnado por Brad Pitt, el cual tiene que embarcar en un tren bala entre Tokio y Morioka con la intención de encontrar un misterioso maletín a la vez que se enfrenta a otros cinco asesinos. Los periódicos reaccionaron de forma moderada ante la propuesta poniendo de manifiesto que la historia no tenía demasiado sentido; sin embargo, el fin de semana de su estreno fue número uno en taquilla en todo el mundo.

### Proyectos futuros
En junio de 2024 Warner Bros anunció la producción de Practical Magic 2, secuela de la película original estrenada en 1998, y en la actriz intervendrá nuevamente con Nicole Kidman. Por otro lado, en abril de 2025 The Hollywood Reporter anunció en exclusiva que la actriz se reuniría por tercera vez con Keanu Reeves en una película para Amazon MGM Studios, un thriller romántico aún sin título.

## Vida personal e imagen pública
Tras el rodaje de Love Potion Nº 9 comenzó a salir con su compañero de reparto, Tate Donovan, con el que llegó a estar comprometida pero rompió después de tres años. Posteriormente mantuvo una relación de cuatro años con Matthew McConaughey, al que conoció durante el rodaje de A Time to Kill. A los cuatro años de mudarse a Austin, Texas, empezó a salir con el cantante de música country Bob Schneider. Tuvo una relación de más de un año con Ryan Gosling tras conocerse en el rodaje de Murder by Numbers. Gosling, dicesiéis años más joven, declaró que: «he tenido dos de las mejores novias del mundo –en referencia a Bullock y Rachel McAdams–. Todavía no he conocido a nadie que pueda alcanzarlas». Desde 2015 y hasta la muerte de este en 2023, mantuvo una relación sentimental con el fotógrafo y antiguo modelo Bryan Randall.
Contrajo matrimonio con el empresario y presentador de televisión Jesse G. James en julio de 2005. La boda se celebró en un rancho propiedad de la intérprete en Santa Bárbara, California. Diez días después de ganar el Óscar a la mejor actriz y tras cinco años de matrimonio se hicieron públicas las repetidas infidelidades por parte de su marido. Concedió una entrevista exclusiva a la revista People en la que hizo público que había solicitado el divorcio, además de anunciar que había adoptado a un bebé afrodescendiente de nombre Louis, al que describió como: «Es perfecto. No puedo describirle de otra forma». Los trámites de adopción fueron iniciados junto a su marido pero después de conocerse las infidelidades siguió con el proceso como madre soltera. En diciembre de 2015 confirmó que había adoptado a una niña afrodescendiente, Laila, de tres años, procedente de un orfanato estatal. Declaró que: «cuando miro a Laila, en mi mente no hay ninguna duda de que ella estaba predestinada a estar aquí».
Ha donado en varias ocasiones la cantidad de un millón de dólares a diferentes organizaciones después de desastres naturales como el terremoto del océano Índico de 2004, el terremoto de Haití de 2010 y tras el paso del huracán Harvey en 2017, señalando que: «tenemos que cuidar los unos de los otros». También donó dicha suma tras los atentados del 11 de septiembre de 2001.
Fue reconocida en los People's Choice Awards de 2013 por su labor humanitaria tras ayudar a reconstruir la Warren Easton Charter High School de Nueva Orleans, cuyos daños materiales estaban estimados en cuatro millones de dólares, posteriormente al paso del huracán Katrina en 2005. Al recoger el galardón afirmó que: «no estoy siendo modesta cuando digo que no he hecho nada en comparación con lo que ellos han hecho día a día». En noviembre de 2018 donó la cantidad de 100 000 dólares a la Humane Society of Ventura County (HSVC) para ayudar a los animales afectados por los incendios forestales de California.
En agosto de 2023 la pareja de la actriz, Bryan Randall, falleció a los 57 años tras ser diagnosticado tiempo atrás con esclerosis lateral amiotrófica.